# Crambus frassicola
Crambus frassicola là một loài bướm đêm trong họ Crambidae.